# William Purcell (Seemann)
William Purcell (* 1762 in Deptford; † 10. März 1834 in Gosport) war ein englischer Seemann und von 1787 bis 1789 der Schiffszimmermann des durch die Meuterei bekanntgewordenen Segelschiffs Bounty.

## Leben

### Herkunft
William Purcell wurde am 10. Februar 1762 in der Pfarrkirche St Paul’s zu Deptford in Kent als Sohn von Mary und Edward Purcell getauft. In den Werften seines Heimatortes wurde er zum Schiffsbauer (Shipwright) ausgebildet. Noch vor 1787 ist er Vater zweier Söhne geworden, die in St Nicholas in Deptford getauft wurden, doch seine erste Frau Ann wurde am 24. Januar 1786 in St Paul’s bestattet.

### Auf der Bounty
Purcell schrieb sich am 27. August 1787 in Deptford als Zimmermann (Carpenter) aus Hackney in Middlesex stammend in die Musterungsrolle der HMS Bounty ein. Deren Mission, die Brotfrucht von Tahiti nach Jamaika zu transportieren, begann am 23. Dezember 1787. In die Geschichte dieser Seereise ist er als der notorische Unruhestifter unter den Besatzungsmitgliedern eingegangen, der schon früh mit einem streitsüchtigsten Auftreten („a troublesome fellow“) gegenüber dem Kommandanten Lt. William Bligh auffiel und keine Konfrontation mit diesem scheuend, dessen Autorität unterminierte. Als Zimmermann war er einer der wichtigsten Funktionsträger an Bord und schon ab Beginn der Reise voll gefordert, nachdem die Bounty in stürmischer See im Kanal erste Schäden davongetragen hatte. Nach der gescheiterten Umrundung des Kap Horn, war er mit seinen Gehilfen Thomas McIntosh und Charles Norman während der einmonatigen Liegezeit in der False Bay erneut jeden Tag mit Reparaturen und dem Kalfatern beschäftigt.
Während der mehrtägigen Ankerzeit in der Adventure Bay vor Tasmanien im August 1788 geriet Purcell erstmals mit Bligh aneinander, nachdem er sich während des Holzschlagens an Land einmal mehr eine Impertinenz leistend, zurück an Bord befohlen wurde, um dort unter Steuermann John Fryer einfachen Dienst an einer Seilwinde zu versehen. Nach der Aussage von Kanonier William Peckover soll Bligh dazu dem Zimmermann gedroht haben, ihm ein Seil um dessen Hals zu legen, sollte er den Befehl nicht ausführen. Doch an Bord zurückgekehrt, zog sich Purcell stattdessen in seine Kabine zurück. Als Bligh wenige Tage später zurück an Bord kam und Purcell wegen seiner Befehlsverweigerung zur Rede stellte, entgegnete dieser, dass er nicht dazu verpflichtet sei Arbeiten auszuführen, die nicht sein Aufgabenbereich betreffen. Jeden einfachen Matrosen hätte der Kommandant für ein derartiges Verhalten mit der Auspeitschung disziplinieren können, doch bei einem Angehörigen der Schiffsführung (Warrant Officer) konnte er nach geltender Rechtslage diese Art der Bestrafung nicht anwenden. Die nahe liegende Alternative der Kettenlegung verwarf Bligh, da der Zimmermann für keinen Tag auf See entbehrlich war. So bestrafte er ihn durch Entziehung seiner Nahrungsrationen, bis er die ihm aufgetragenen Arbeiten erledigt habe.
In der pazifischen Südsee wurde Purcell erneut auffällig, als er sich am 23. Oktober 1788 bei der von Bligh angeordneten Ausgabe des Vitriol-Elixiers weigerte, die ihm zugeteilte Dosis zu nehmen, da er sich gesund fühlte und außerdem keinen Anlass sah, eine Medizin zu nehmen, die er nicht kannte. Bligh bemerkte darauf eine aufkommende Verunsicherung unter der Besatzung, bezüglich dieser vorbeugenden Maßnahme zur Vermeidung eines Skorbutbefalls.
Auf Tahiti weigerte sich Purcell am 5. Dezember 1788 einen Schleifstein als Geschenk für einen der Häuptlinge zu bearbeiten, da er seinen Meisel dafür nicht ruinieren wollte. Auch habe er in einem drohenden Ton dem gelernten Steinmetz George Simpson davor gewarnt, sich an seinem Werkzeug für solch zweckfremde Arbeiten zu vergreifen. Bligh befahl ihn dafür zum Arrest in seine Kabine, aus dem er ihn aber schon am folgenden Tag mit der Bemerkung entließ, sich fortan als Gefangener auf freiem Fuß zu betrachten.
Am Tag der Abreise von Tahiti am 4. April 1789 schenkte Purcell dem Häuptling Matte (auch „Otoo“ und „Tynah“ genannt, später bekannt als Pomaré I.) eine amerikanische Muskete.

### Meuterei
Zu Beginn der Meuterei am 28. April 1789 kurz nach fünf Uhr schlief Purcell in seiner Kabine. Er wurde von Matthew Quintal geweckt und darüber unterrichtet, dass der stellvertretende Kommandant Fletcher Christian das Kommando über die Bounty übernommen habe und Bligh unter Arrest stand. Zusammen mit Bootsmann William Cole wurde er von John Williams über den Hauptaufstieg mittschiffs auf das Hauptdeck geleitet, während das restliche Führungspersonal in seinen Kabinen unter dem Achterdeck verbleiben musste. An Deck wurden beide von den bewaffneten Meuterern genötigt, dass Beiboot zur Wasserung klarzumachen, auf dem Bligh, sein Sekretär John Samuel und die Fähnriche John Hallett und Thomas Hayward ausgesetzt werden sollten. Purcell gab dabei zu bedenken, dass das Beiboot in einem desolaten Zustand sei und bei einer Wasserung Leck schlagen wird. Erst nach einem längeren Insistieren, wofür Purcell für einige Augenblicke auf dem Achterdeck direkt mit Christian sprechen konnte, ordnete dieser die Klarmachung der größeren Barkasse an, wofür Purcell seine Gehilfen McIntosh und Norman hinzuzog. Nach der Beobachtung von Bligh, der am Besanmast auf dem Achterdeck festgehalten wurde, habe Purcell in der allgemein aufgewühlten Situation eine bemerkenswerte Gelassenheit an den Tag gelegt und sich bei der Arbeit auch nicht überanstrengt. Sein Gebaren habe bei ihm den Eindruck erweckt, er würde zu den Meuterern gehören.
Mit der Wasserung der Barkasse hatte Christian auch den Entschluss gefasst, soviel Loyalisten wie möglich auszusetzen, um die Schiffsübernahme abzusichern. Auch Purcell sollte dazugehören. Nach Blighs Auffassung nur deshalb, weil der Chefmeuterer sich eines unkontrollierbaren Unruhefaktors entledigen wollte. Mit der Zustimmung Christians durfte Purcell seine Werkzeugkiste, eine Säge und Nägel mitnehmen, was aber bei einigen Meuterern auf Unverständnis stieß, da sie ihn für fähig hielten, auf einer der Pazifikinseln binnen eines Monats ein neues Schiff bauen zu können. Deshalb musste er auf einige seiner Werkzeuge verzichten. Auch wurden seine Gehilfen zum Verbleib auf der Bounty gezwungen, da auch die Meuterer für Reparaturen an dem Schiff fachkompetentes Personal benötigten.
Nach der Auskunft Fryers, haben Purcell und Cole am Vorabend der Meuterei auf einen verzweifelten Christian eingeredet, Verständnis für den auf ihn lastenden psychischen Druck geäußert, der seit Wochen von Bligh auf ihn ausgeübt wurde, und ihn vom Desertieren mit dem Beiboot abgehalten haben. Der Segelmacher Lawrence Lebogue gab 1794 in einer eidesstattlichen Aussage an, während der Meuterei eine Muskete an der Kabinentür von Purcell anlehnend gesehen zu haben.

### Fahrt nach Batavia
Auch in der folgenden eineinhalb Monate dauernden entbehrungsreichen Fahrt in der Barkasse, hatte Purcell seine persönliche Abneigung gegen Bligh nicht fallen gelassen. Vor allem kritisierte er ihn wegen dessen vermeintlich ungerecht vorgenommenen Rationierung der wenigen Vorräte. Bis zur Anlandung an Restoration Island (Ma’alpiku-Island-Nationalpark) am 29. Mai hatten sich die Insassen der Barkasse in zwei Lager gespalten. Auf Sunday Island bei Cape Grenville am 31. Mai eskalierte ein offener Streit, indem Purcell dem Kommandanten aufgrund dessen Behandlung seiner Untergebenen eine Mitverantwortung an der Meuterei unterstellte, worauf sie in diese lebensbedrohliche Lage geraten seien. Bligh nannte ihn einen verdammten Schurken („you damn’d Scoundrel“), worauf Purcell entgegnete, dass er kein geringerer Mann als er sei („I am as good a man as you in that respect“). Darauf ergriff Bligh ein Entermesser und forderte Purcell auf es ihm gleichzutun, was der Zimmermann aber wohlweislich verweigerte, da das Erheben einer Waffe gegen den Kommandanten ein Akt der Meuterei darstellte, der ihn sicher an den Galgen gebracht hätte. Die Streitenden beruhigten sich erst, nachdem sich Bootsgenossen zwischen sie gestellt hatten. Fryer berichtete später, dass Bligh nach der Meuterei mehrfach die ihm loyal gebliebenen Seemänner provoziert habe, um diese zu Handlungen zu verleiten, die ihm ein juristisches Vorgehen gegen sie erlaubt hätte.
Nach der Ankunft in Kupang auf Timor am 14. Juni, arbeitete Purcell an dem von Bligh erworbenen Schoner Resource, der nur bedingt seetauglich war. Am 16. Juni weigerte er sich Werg, das er zur Abdichtung der Schiffsbeplankung benötigte, an Bligh auszuhändigen, der es dem örtlichen niederländischen Gouverneur in einem Akt der Dankbarkeit geben wollte. Hier erkrankte Purcell zwischenzeitlich an einem Fieber, von dem er aber schnell genas. Eine Auseinandersetzung zwischen Bligh und Fryer am 15. September in Surabaya auf Java nahm der Kommandant zum Anlass, sowohl den Steuermann als auch den ihm beistehenden Purcell wegen meuterischen Verhaltens formell in Haft nehmen zu lassen. Während Fryer aus dieser bis zur Ankunft in Batavia am 1. Oktober entlassen wurde, sollte sich Purcell auch weiterhin als Gefangener betrachten, auch nachdem Bligh am 16. Oktober seine Heimreise antrat, da er sich in England vor einem Kriegsgericht verantworten sollte. Nach der Einschätzung Fryers hatte sich Bligh gegenüber Purcell als überaus undankbar erwiesen, habe doch während des Kampfes mit den Einheimischen auf Tofua niemand länger an der Seite des Kommandanten gestanden und ihn verteidigt als der Zimmermann.

### Zurück in England
Zusammen mit Fryer und dessen Schwager Robert Tinkler trat Purcell auf der Dortwyk (VOC) die Heimreise an, mit der sie am 13. Februar 1790 die Tafelbucht erreichten. Wahrscheinlich half er hier mit, die nach einer Havarie mit einem Eisberg liegende HMS Guardian (Lt. Edward Riou) wieder seetauglich zu machen. Doch nachdem diese in einem Sturm im April an die Küste gedrückt wurde, musste sie endgültig aufgegeben werden. Darauf setzten sie im Mai ihre Reise auf dem niederländischen Schiff Dortwyk fort.
Zurück in England wurde Purcell am 4. Oktober von Bligh über seine bevorstehende Anklage vor der Admiralität informiert, bei der am 7. Oktober die entsprechende Klageschrift eingegangen ist, in der ihm die Verletzung von vier Artikeln des Seekriegsrechts (Articles of War) vorgeworfen wurden. Die gegen ihn erhobenen Vorwürfe lauteten, Respektlosigkeit, Ungehorsam und wiederholte Befehlsverweigerung. Die Gerichtsverhandlung unter dem Vorsitz von Admiral Samuel Barrington fand am 22. Oktober 1790 auf der HMS Royal William im Spithead vor Portsmouth statt. Im abschließenden Urteil kam das Gericht zu dem Ergebnis, dass die vorgebrachten Anschuldigungen nur zum Teil berechtigt waren, für die eine Rüge über Purcell ausgesprochen wurde.
Am 19. September 1792 war Purcell in Portsmouth einer der Zeugen der Anklage im Prozess gegen die der Meuterei angeklagten Bounty-Seemänner. Im folgenden Jahr gehörte er zu jenen Veteranen, die dem Juristen Edward Christian Auskunft für dessen Anhang zu den veröffentlichten Gerichtsprotokollen gaben.

### Späte Jahre
Purcell heiratete am 18. September 1793 in Portsea, Hampshire, seine zweite Ehefrau Hannah Maria Castlake. Kurz darauf ging er als Besatzungsmitglied der HMS Dromedary (ehemals Janus) auf eine zweijährige Seereise nach Westindien. Zwischen den Jahren 1798 und 1813 ist er Vater von mindestens fünf weiteren Kindern geworden, die alle in St Alfege in Greenwich getauft wurden. Deren Einträge im Taufregister ist zu entnehmen, dass er in jener Zeit weiter als Schiffsbauer und Seemann tätigt war, aber weitere Einsätze auf Schiffen sind von ihm nicht bekannt.
Purcells zweite Ehefrau ist auf dem Tower Hamlets Cemetery in London bestattet. Er selbst soll im Jahr 1831 in einer Irrenanstalt gelebt haben. Gestorben ist er am 10. März 1834 im Haslar Marinekrankenhaus zu Gosport, angeblich als letzter der Seemänner der Bounty, wenngleich die Schicksale einiger Kameraden unklar sind. Bestattet wurde er am 18. März 1834 auf dem Friedhof der benachbarten Pfarrei von Alverstoke.

## Fiktionale Darstellung
- Die Bounty (1984), dargestellt von Pete Lee-Wilson.

## Erlebnisberichte
- Bligh, William, A voyage to the South sea, undertaken by command of His Majesty, for the purpose of conveying the bread-fruit tree to the West Indies, in His Majesty’s ship the Bounty, commanded by Lieutenant William Bligh. London 1792.
- Morrison, James, Mutiny and Aftermath: James Morrison’s Account of the Mutiny on the Bounty and the Island of Tahiti. Hrsg. von Vanessa Smith, Nicholas Thomas. University of Hawaiʻi Press 2013.

## Weblink
- whalesite.org

| Personendaten    | Personendaten            |
| ---------------- | ------------------------ |
| NAME             | Purcell, William         |
| KURZBESCHREIBUNG | britischer Seemann       |
| GEBURTSDATUM     | getauft 10. Februar 1762 |
| GEBURTSORT       | Deptford                 |
| STERBEDATUM      | 10. März 1834            |
| STERBEORT        | Gosport                  |